# When She Was About Sixteen
When She Was About Sixteen è un cortometraggio muto del 1912. Non si conosce il nome del regista del film che venne prodotto dalla Edison.

## Produzione
Il film fu prodotto dalla Edison Company.

## Distribuzione
Distribuito dalla General Film Company, il film - un cortometraggio in una bobina - uscì nelle sale cinematografiche degli Stati Uniti il 31 luglio 1912.